# イセンビケ・トガン
イセンビケ・トガン（1940年12月8日 - ）は、トルコの歴史家。研究テーマは中央アジアと中国史。トルコ史と歴史研究家のゼキ・ベリディ・トガンの娘である。イスタンブール生まれ。

## 研究生活
中等教育は、イスタンブールにあるドイツ高校を修了した後、イスタンブール大学文学部歴史学科を1964年に卒業した。1964年から1966年にかけてはトルコ史を中国の資料から読み解くために中国政府奨学金を使って国立台湾大学で中国語教育を受け、学部卒業した。1967年から1968年にかけてはイスタンブール大学文学部で中国語講師を務めると同時に、アンカラ大学で博士課程を開始したが、すぐ後にフルブライト奨学金を得て、ハーバード大学での博士課程の為渡米した。1968年から1973年にかけては中央アジア史についてトルコ、モンゴル、中国の資料を使って調査して博士課程を終え、"The Chapter on Annual Grants in the Yüan shih"という題名の卒業論文を書き、東アジア言語学科を卒業した。
トルコへ戻ってからは1974年から78年にハジャテペ大学（在アンカラ）トルコ言語・文学部にてトルコ文化史とモンゴル語の授業を担当した。1975年から1976年にかけてはハーバード中東研究センターで研究生活を続けた。1978年から1984年にかけては中東工科大学政治科学部に籍を置き、1980年から1982年にかけては中東賞奨学金でスーダンへ渡航して研究を行った。
1984年に中東工科大学に歴史学科で設立されてからは、そこでトルコ史と中世史の授業を受け持った。1985年に再渡米し、1987年まではハーバード大学、フェアバンク東アジア研究センターとハーバード中東研究センターで研究を行った。1987年から1989年にかけてはウェレスレイとトフス大学で授業を担当した。
1989年から1992年にかけてはワシントン大学歴史学科で中央アジア史、近東史、中国史の授業を担当した。
1990年にユネスコ中央アジア言語委員会、ユネスコ・シルクロード研究プロジェクトで1990年に中華人民共和国と1991年にウズベキスタン、タジキスタン、カザフスタン、キルギスタンで研究を行った。1992年にトルコへ戻り、中東工科大学で教え続けた。1995年に教授となり、2006年に中東工科大学歴史学部から退職し、ボアズィチ大学で中国史の授業を受け持った。トルコ歴史協会、トルコ・ロシア歴史研究家委員会のメンバーでもある。

## 書籍
- 『ステップ気候での柔軟性と限界：ケライト・カナテとチンギス・ハン』（1998年）

## 受賞歴とメンバー
- 2001年 トルコ科学アカデミー (TÜBA) 歴史賞
- 2007年 トルコ科学アカデミー (TÜBA) 名誉会員に選出
- 2015年 トルコ科学アカデミー (TÜBA) グローバルトルコアカデミー (UTA) より銀メダル受賞
- 2015 中華人民共和国トルコ大使館、中国史への貢献賞